# Дуб черешчатый (Калининградская область)
Дуб черешчатый — одно из старейших деревьев Калининградской области, дуб черешчатый возрастом более 800 лет, ботанический памятник природы областного значения. Символ города Ладушкина, изображение дуба помещено на герб города.
Памятник природы расположен в городе Ладушкин (Калининградская область, Россия), на улице Победы 10, на территории бывшего сыродельного завода. Обхват ствола у основания — 13,2 м, на высоте 1,5 м — 8,7 м, диаметр проекции кроны — 40 м.
Решением исполнительного комитета Калининградского областного Совета народных депутатов от 22.05.1985 № 112 старовозрастной дуб был объявлен памятником природы.